# Igreja de São Pedro Claver (Cartagena)

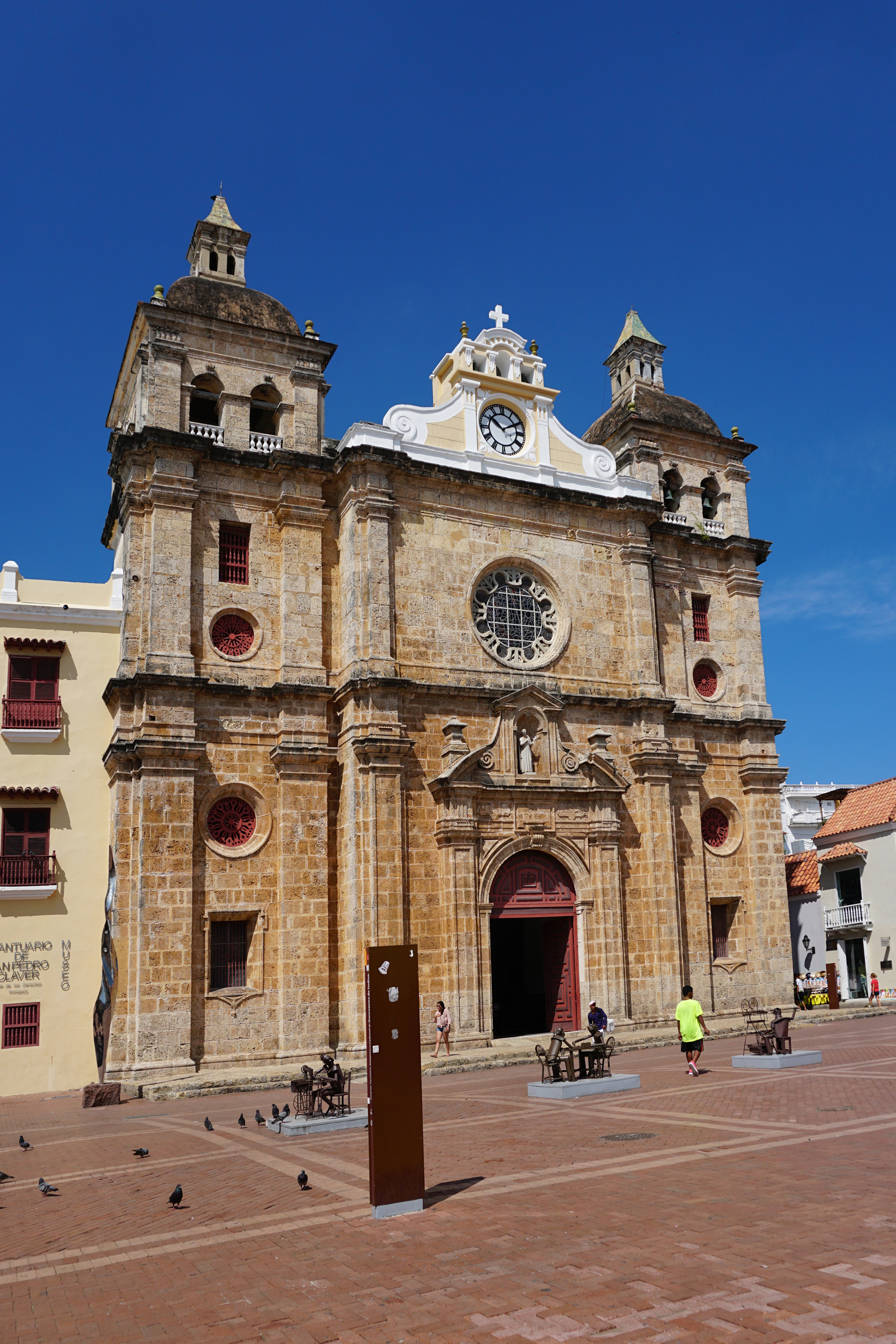
Igreja de São Pedro Claver

A Igreja de São Pedro Claver é um templo colombiano de culto católico dedicado a São Pedro Claver, cujos restos se encontram em seu altar maior. Localiza-se no canto da rua 31 com a carreira 4, justo em frente à Praça da Aduana, em pleno setor histórico da cidade de Cartagena de Índias. Pertence à jurisdição eclesiástica da arquidiocese de Cartagena de Índias e é administrado pela Companhia de Jesús.

O templo  faz parte de um conjunto de edifícios religiosos que se complementa com o Claustro de San Pedro Claver e o museu arqueológico. Foi construído entre 1580 e 1654, baixo os parâmetros das construções coloniais. Originalmente foi conhecida como igreja de San Juan de Deus, a partir de 1622 se chamou igreja de San Ignacio de Loyola e na actualidade recebe o nome de São Pedro Claver. 